# Olidiana xanthopronotata
Olidiana xanthopronotata är en insektsart som beskrevs av Zhang 1994. Olidiana xanthopronotata ingår i släktet Olidiana och familjen dvärgstritar. Inga underarter finns listade i Catalogue of Life.